# Szarejki (district Olecki)
Szarejki (Duits: Schareyken; 1938-1945: Schareiken) is een plaats in het Poolse woiwodschap Ermland-Mazurië, gelegen in het district Olecki. De plaats maakt deel uit van de landgemeente Kowale Oleckie.